# Autopista Siglo XXI

Trazo de la autopista en Michoacán, México

La Carretera Federal de Cuota 37-D, conocida como Autopista siglo XXI, es una vía de peaje mexicana que se encuentra en los estados de Michoacán y Guerrero y forma parte de una compleja red carretera que une los puertos de Lázaro Cárdenas en el Océano Pacífico y Tampico en el Golfo de México.
Trazada sobre diversas climatologías, y por la orografía del trayecto, se proyectó su construcción a dos carriles con exceso de acotamiento para permitir rebases, y sustituye a la Carretera Federal 37 que prácticamente cayó en desuso.
La autopista inicia en Pátzcuaro, donde entronca con la carretera federal 14 (Morelia-Pátzcuaro) y la Autopista Cuitzeo-Pátzcuaro (Macrolibramiento de Morelia), y recorre 310 kilómetros, (de los cuales 253.6 son en territorio de Michoacán y 56.4 en Guerrero), hasta desembocar en el puerto de Lázaro Cárdenas.
Iniciada en noviembre de 1995, durante el sexenio de Ernesto Zedillo, pretendía ser concluida en el año 2000, sin embargo por varios atrasos y complicaciones técnicas, no fue inaugurada sino hasta el 11 de mayo de 2005, por el entonces presidente de México Vicente Fox Quesada, el Gobernador de Michoacán, Lázaro Cárdenas Batel y el gobernador de Guerrero, Zeferino Torreblanca.

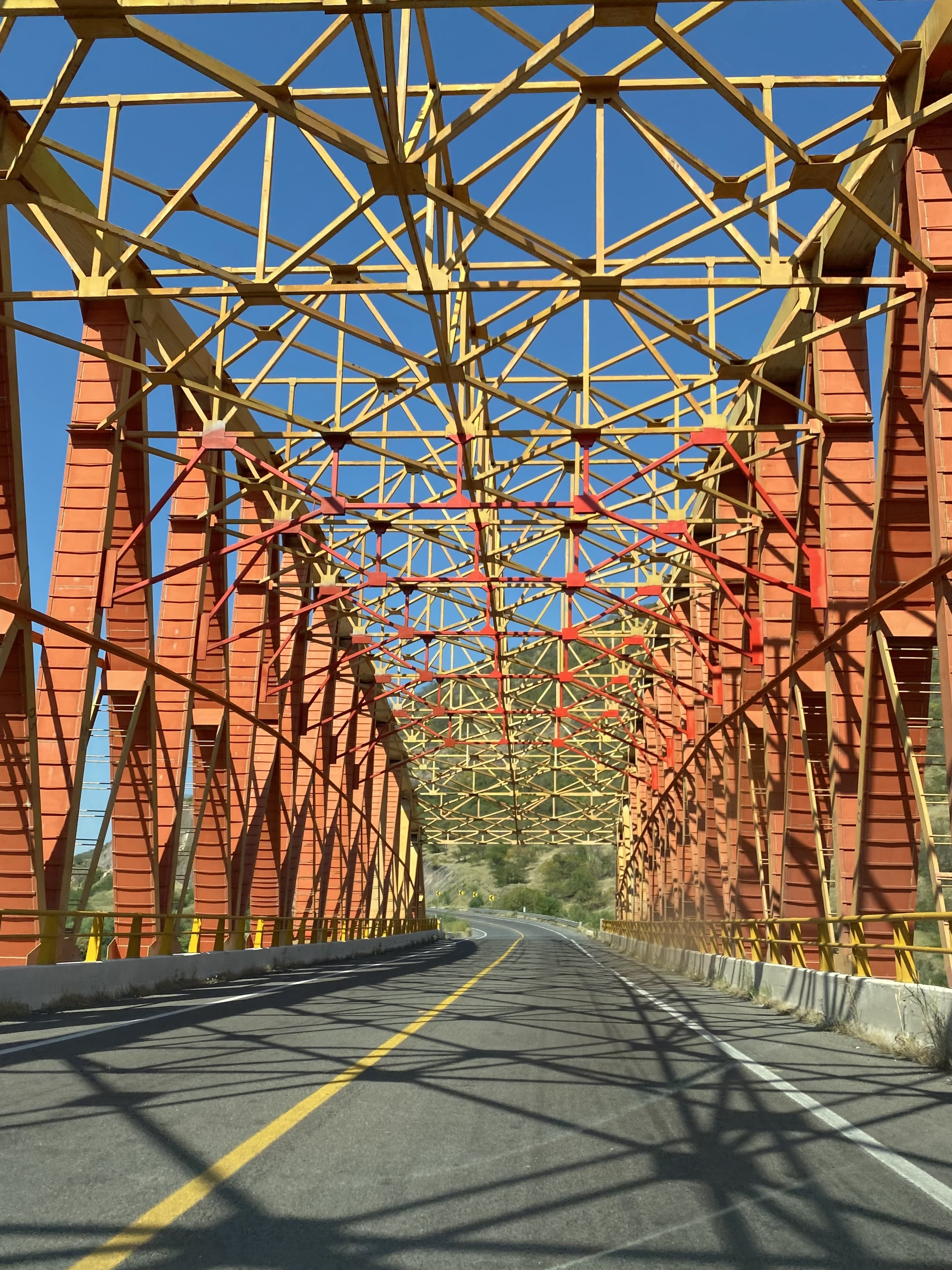
Puente tipo armadura sobre el río Balsas, en los límites de Michoacán y Guerrero.

Con una inversión total de 4,832 millones de pesos, la actual autopista significó un ahorro de hasta tres horas de traslado desde la ciudad de Morelia al puerto de Lázaro Cárdenas, que iniciaba su desarrollo como puerto de alto calaje y se perfilaba como uno de los más importantes para el comercio en América Latina, y por ende, requería una vía de acceso eficiente y rápida con el centro del país para el traslado de cargas.
En 2012, una empresa particular obtiene la Concesión del llamado Paquete Carretero Michoacán, para operar por 30 años la Autopista siglo XXI y actualmente opera 5 casetas de cuota o peaje:
- Zirahuén (Km 60+500)
- Taretán (Km 102+200)
- Santa Casilda (Km 132+500)
- Las Cañas (Km 211+500)
- Feliciano (Km 282+150)

La caseta de peaje de San Ángel Zurumucapio fue clausurada y desmantelada en 2020 después de constantes accidentes con víctimas mortales. La caseta de peaje Puente Dr. Ignacio Chávez  fue removida en 2011 tras la inauguración del puente Dr. Ignacio Chávez II.
Estas plazas de cobro también sirven como puntos de interconexión con carreteras a las ciudades de Uruapan, Apatzingán, La Huacana, Nueva Italia, Arteaga e Ixtapa-Zihuatanejo, entre otras.

Entre los puntos de interés a destacar en el trayecto están la Hidroeléctrica Presa Infiernillo, la Central termoeléctrica Petacalco, su convergencia con el Río Balsas, la línea de Ferrocarril Lázaro Cárdenas-Morelia y la variación de climas entre su inicio y final: bosque de coníferas en Pátzcuaro-Uruapan, zonas agrícolas en Ario de Rosales-Apatzingán, semidesierto en Tierra Caliente y Costa en Lázaro Cárdenas. Cabe hacer mención que la autopista no atraviesa ningún núcleo urbano en toda su extensión.

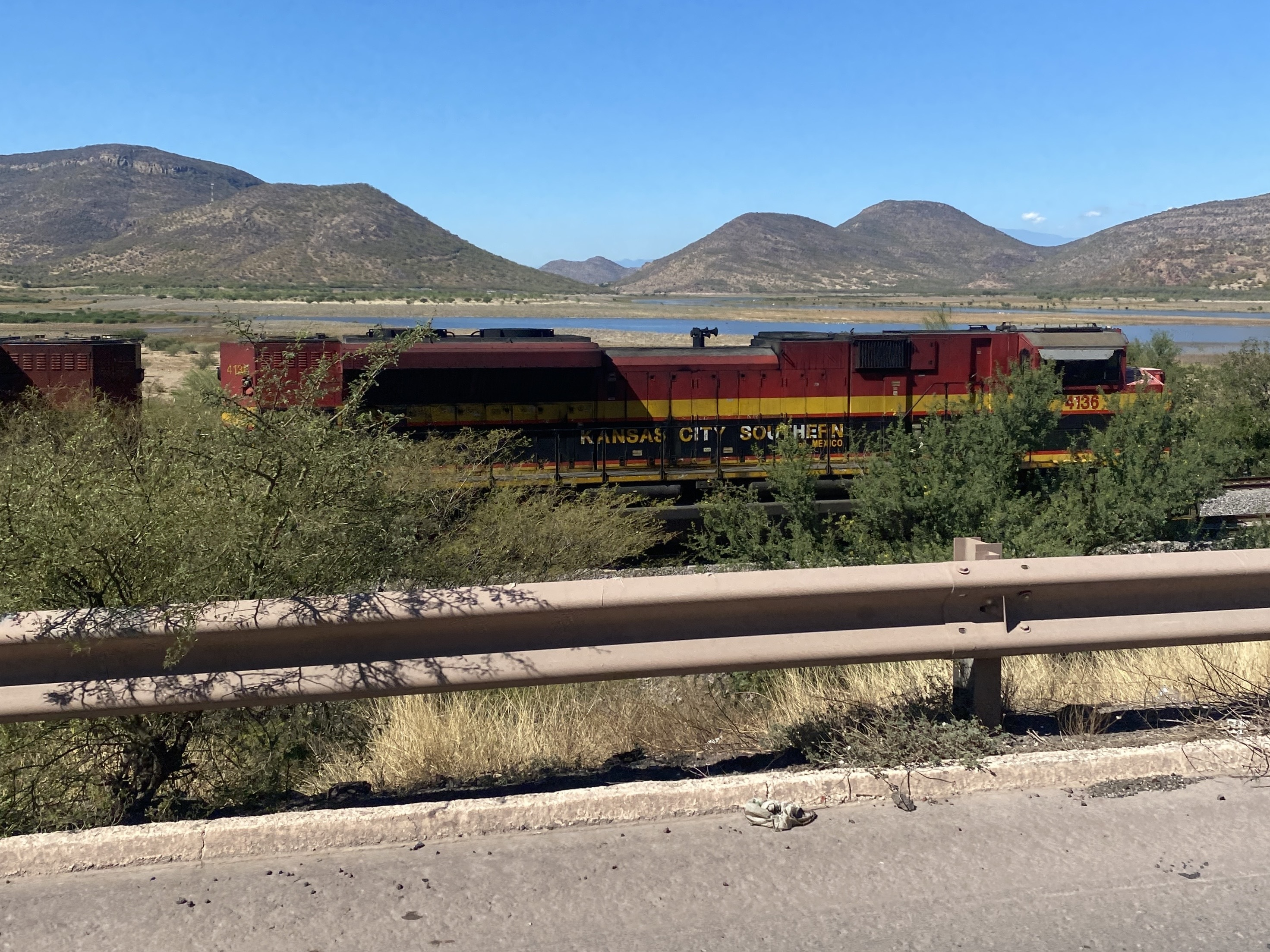
Vías férreas contiguas a la autopista con el río Balsas al fondo.

Esta autopista impulsó el crecimiento del autotransporte de carga; y el movimiento de contenedores y carga hacia y desde el centro y Bajío de México se multiplicó exponencialmente, por la conexión que este puerto generó con la zona Asia-Pacífico, Estados Unidos, Canadá y América Latina.

También resultó un gran impulso para el puerto turístico de Ixtapa-Zihuatanejo que se vio beneficiado por el aumento de turistas de los estados de Michoacán, Guanajuato, Querétaro y Jalisco, y que incluso generó que se ampliara y mejorara la carretera existente desde Lázaro Cárdenas (Carretera Federal 200).

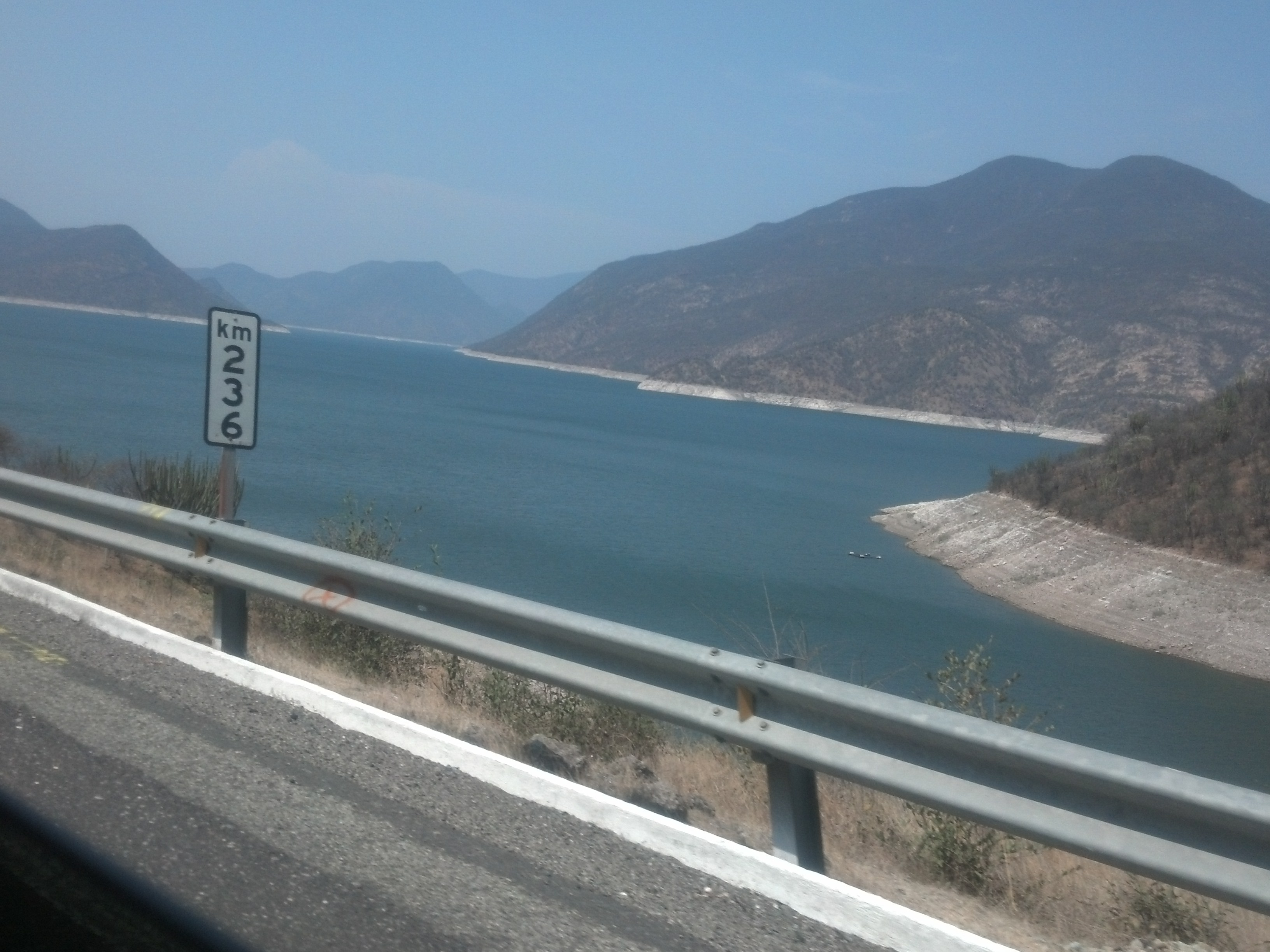
Río Balsas desde la autopista Siglo XXI en Michoacán, México.

## Aforo vehicular
Estas son las estadísticas de tránsito diario promedio anual (TDPA) reportados en 2024 con las estadísticas del año inmediato anterior:
| PLAZA DE COBRO | TDPA 2023 | % MOTOS | % AUTOS | % AUTOBUSES | % CAMIONES |
| -------------- | --------- | ------- | ------- | ----------- | ---------- |
| Zirahuén       | 12018     | 0,40    | 71,30   | 3,20        | 25,10      |
| Taretán        | 12137     | 0,60    | 71,10   | 3,00        | 25,30      |
| Santa Casilda  | 8059      | 0,60    | 69,10   | 3,50        | 26,80      |
| Las Cañas      | 5311      | 0,60    | 62,00   | 3,60        | 33,80      |
| Feliciano      | 5640      | 0,40    | 48,10   | 3,00        | 48,50      |

Fuente: Dirección General de Servicios Técnicos, SCIT, "Volúmenes de Tránsito Registrados en las Estaciones Permanentes de Conteo de Vehículos".
Este es el incremento anual del aforo de la autopista:
Fuente: Dirección General de Servicios Técnicos, SICT, "Volúmenes de Tránsito Registrados en las Estaciones Permanentes de Conteo de Vehículos".

## Incidentes y siniestralidad
Esta autopista ha recibido el apodo de "la carretera de la muerte" por varios medios de comunicación, debido a la constante incidencia de accidentes vehiculares aparatosos y con resultados fatales. Los incidentes que involucran a tractocamiones de doble remolque que transporta carga desde y hacia el puerto de Lázaro Cárdenas son comunes.
El tramo Nueva Italia - Lázaro Cárdenas es el que usualmente presenta mayores índices de siniestralidad, seguido del tramo Pátzcuaro-Uruapan.
A continuación, se desglosan las estadísticas de la siniestralidad de la autopista en la totalidad de sus tramos: Pátzcuaro-Uruapan + Uruapan Nueva Italia + Nueva Italia - Lázaro Cárdenas (incluyendo la sección que atraviesa el estado de Guerrero).
| AÑO   | No. de siniestros | Fallecidos | Lesionados |
| 2005  | 96                | 30         | 127        |
| 2006  | 81                | 19         | 100        |
| 2007  | 90                | 29         | 127        |
| 2008  | 108               | 43         | 156        |
| 2009  | 141               | 43         | 201        |
| 2010  | 111               | 41         | 101        |
| 2011  | 141               | 36         | 203        |
| 2012  | 105               | 34         | 136        |
| 2013  | 107               | 36         | 137        |
| 2014  | 67                | 23         | 78         |
| 2015  | 76                | 27         | 82         |
| 2016  | 89                | 49         | 42         |
| 2017  | 105               | 42         | 42         |
| 2018  | 101               | 28         | 28         |
| 2019  | 46                | 31         | 44         |
| 2020  | 91                | 60         | 66         |
| 2021  | 86                | 24         | 54         |
| 2022  | 75                | 24         | 74         |
| 2023  | 76                | 23         | 92         |
| 2024  | SIN DATOS         | SIN DATOS  | SIN DATOS  |
| 2025  | SIN DATOS         | SIN DATOS  | SIN DATOS  |
| TOTAL | 1792              | 642        | 1890       |

Fuente: "Estadística de Accidentes de Tránsito", Dirección General de Servicios Técnicos, Secretaría de Infraestructura, Comunicaciones y Transportes.

## Proyecto de ampliación a cuatro carriles
En 2017, la concesionaria inició la ampliación a cuatro carriles en el tramo que contempla de Pátzcuaro a Uruapan, pero después de 6 años, hasta el primer semestre de 2023, solo tenía concluido el tramo Pátzcuaro-Zirahuén.
El 27 de enero de 2023, durante una visita al estado, el presidente de México, Andrés Manuel López Obrador, anunció públicamente la autorización a la Secretaría de Hacienda y Crédito Público para la ampliación del tramo desde Uruapan hasta Lázaro Cárdenas, con el interés de que esta obra lograra cumplirse antes de septiembre de 2024, sin embargo, el gobernador Alfredo Ramírez Bedolla anunció posteriormente que seguramente ese plazo no se cumpliría y que se contempla las obras se extiendan hasta diciembre de 2025 para el tramo hasta Cuatro Caminos.  Se espera que la inversión para la ampliación para este primer tramo fuera de un aproximado de 7,700 millones de pesos.
Originalmente, el tramo desde Cuatro Caminos hasta Lázaro Cárdenas no se programó ni autorizó dentro de la ejecución inicial de la ampliación, pero finalmente, el 26 de febrero de 2025, Jesús Antonio Esteva Medina (el nuevo titular de la Secretaría de Infraestructura, Comunicaciones y Transporte bajo la administración de la presidenta Claudia Sheinbaum Pardo) confirmó que el tramo Nueva Italia - Lázaro Cárdenas formaría parte del Programa Nacional de Infraestructura Carretera 2025-2030. Con una longitud de 156 kilómetros, contaría con una inversión mixta, entre el gobierno federal y el gobierno estatal, el cual será de 10 mil 425 millones de pesos.

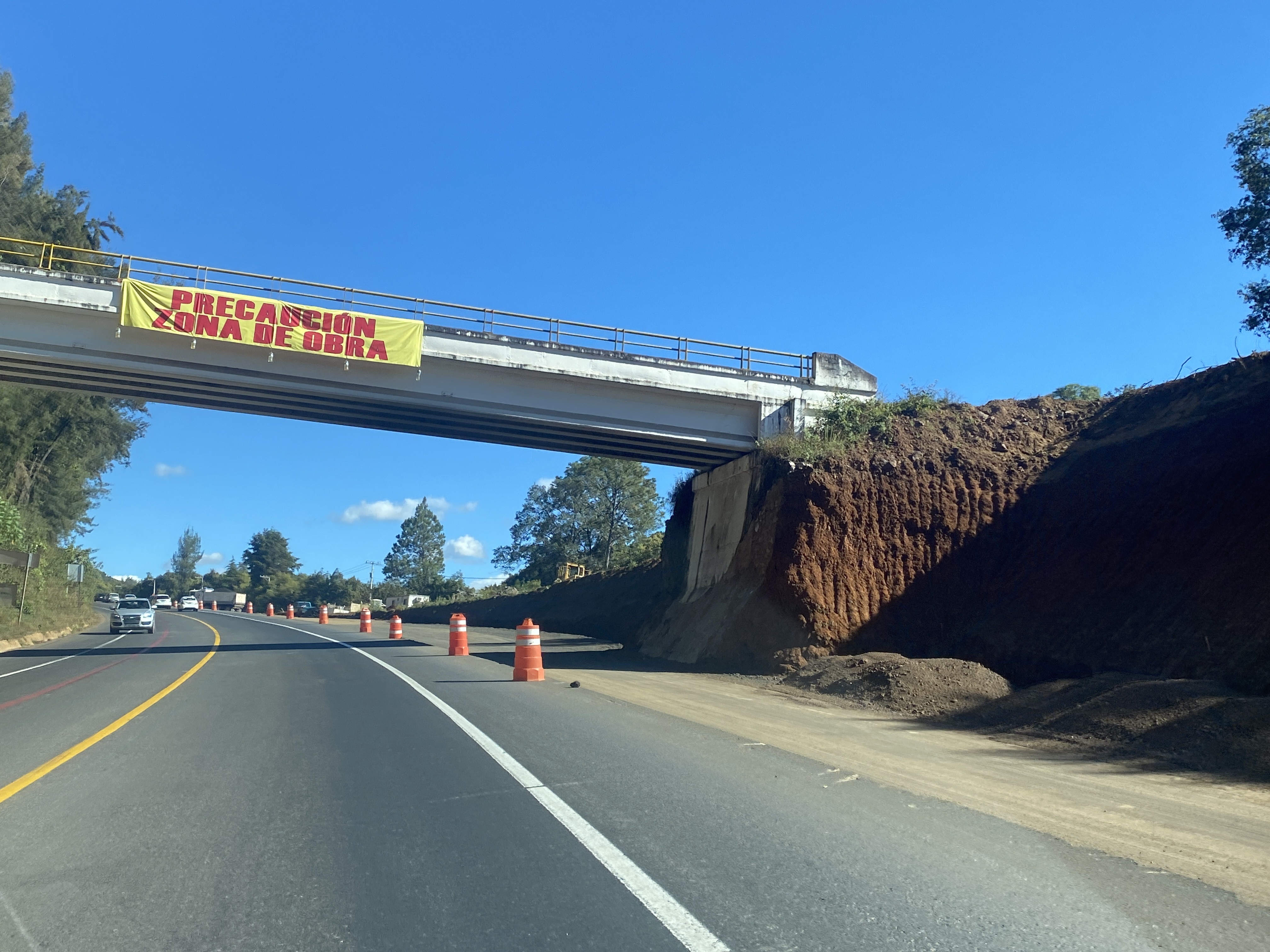
Obras de ampliación en el tramo Zirahuén-Zirimícuaro, enero 2024.

### Cronología de avances
- Tramo Pátzcuaro-Uruapan
El día 22 de junio de 2023 se anunció por parte del gobernador de Michoacán, en conjunto con el secretario de Comunicaciones y Transportes del Gobierno de México, Jorge Nuño Lara, el arranque de la "primera etapa de la ampliación" de la autopista, que consta de 85 kilómetros y comprende el tramo entre Zirahuén y Cuatro Caminos.
Se contemplaba que los 22 kilómetros entre Zirahuén y Zirimícuaro estarían listos en diciembre de 2023, pero después se anunció que sería hasta agosto de 2024.
Tras varios retrasos, el 30 de mayo de 2025 se aperturaron apenas 12 kilómetros de la ampliación al tránsito vehicular comprendidos entre el "puente de Zirahuén" (km 72+00) hasta "El Mesón" (km 85+700), anunciando el titular se la Secretaría de Comunicaciones y Obras Públicas del estado de Michoacán, que el subtramo Zirahuén - Zirimícuaro estaría listo hasta septiembre de 2025.
- Tramo Uruapan - Nueva Italia
El día 2 de junio de 2025, se informó que se trabajaba en el proyecto ejecutivo, liberación del derecho de vía, así como gestión ambiental. Se estima que la ampliación en el tramo Uruapan - Nueva Italia concluya en agosto del 2027, con la ampliación de 65 km. a 4 carriles.
- Tramo Nueva Italia - Lázaro Cárdenas
El tramo Nueva Italia-Lázaro Cárdenas, contempla la ampliación de 156 kilómetros, lo que incluye 73 puentes y estructuras, 5 entronques y 230 obras de drenaje. Si bien no se dio una fecha de arranque de la obra, se prevé que la ejecución dure aproximadamente 4 años.